# Laura Flessel-Colovic
Laura Flessel-Colovic o simplement Laura Flessel (Pointe-à-Pitre, Guadalupe, 6 de novembre de 1971) és una tiradora d'esgrima francesa, guanyadora de cinc medalles olímpiques. Fou Ministra d'Esports del govern francès entre 2017 i 2018, amb Emmanuel Macron.
Especialista en la modalitat d'espasa, va participar als 24 anys en els Jocs Olímpics d'Estiu de 1996 realitzats a Atlanta (Estats Units), on aconseguí guanyar la medalla d'or en el debut olímpic de la modalitat d'espasa olímpica tant en la prova individual com en la prova per equips. En els Jocs Olímpics d'Estiu de 2000 realitzats a Sydney (Austràlia) aconseguí guanyar la medalla de bronze en la modalitat individual i finalitzà cinquena en la prova per equips, guanyant així un diploma olímpic. En els Jocs Olímpics d'Estiu de 2004 realitzats a Atenes (Grècia) guanyà la medalla de plata en la prova individual i la medalla de bronze en la prova per equips. En els Jocs Olímpics d'Estiu de 2008 realitzats a Pequín (República Popular de la Xina) únicament participà en la prova individual, finalitzant setena.
Al llarg de la seva carrera ha guanyat tretze medalles en el Campionat del Món d'esgrima, entre elles sis medalles d'or; i cinc medalles en el Campionat d'Europa de l'especialitat, entre elles una medalla d'or. Així mateix ha estat quinze vegades campiona del seu país (sis vegades individual i nou per equips).